# Kirchenburg Marktsteft

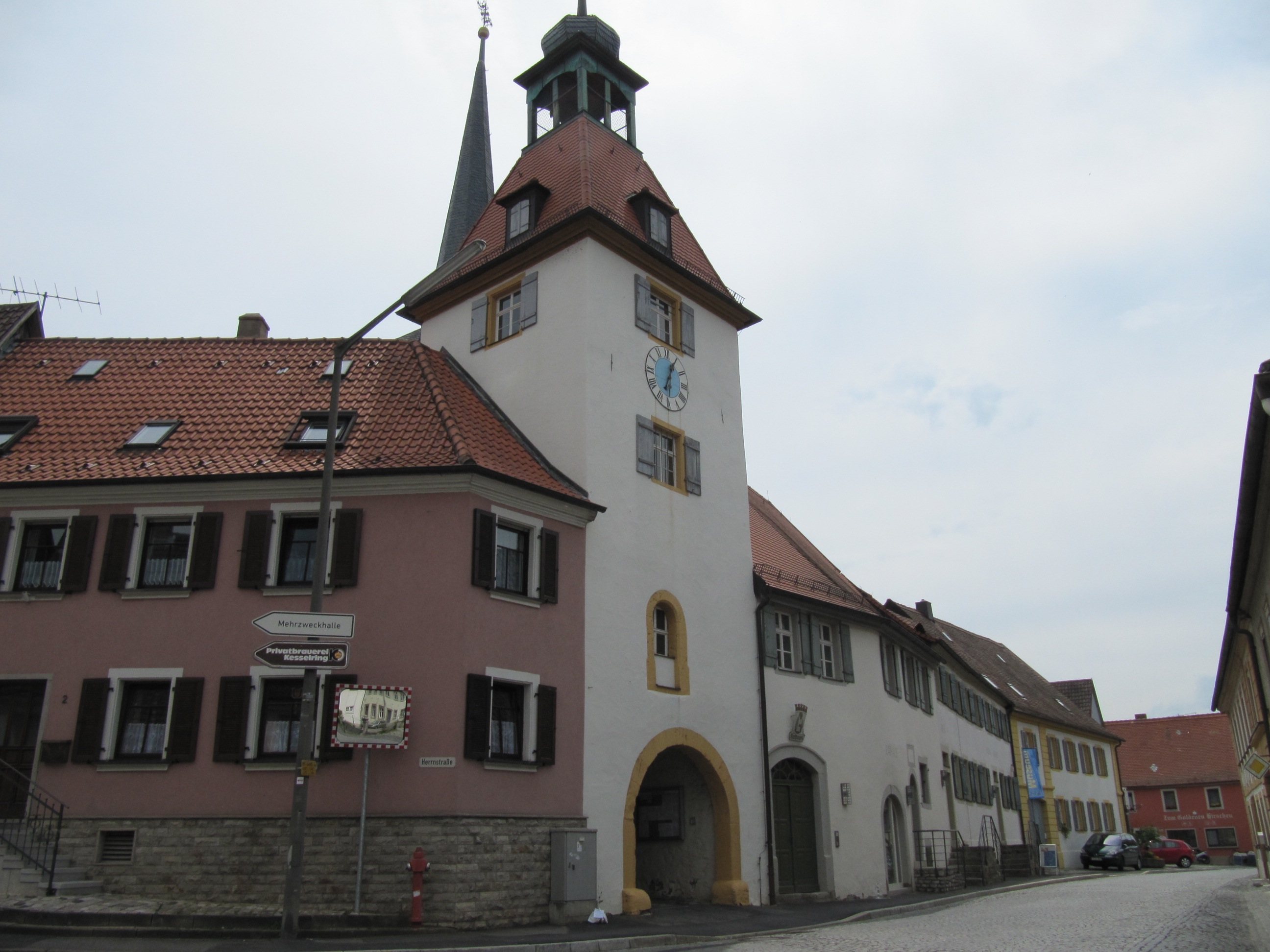
Der „Stadtmusikantenturm“, Eingang zur Marktstefter Kirchenburg

Die Kirchenburg Marktsteft umfasst die befestigten Bereiche des Kirchhofs um die evangelisch-lutherische Pfarrkirche St. Stephan im unterfränkischen Ort Marktsteft im Landkreis Kitzingen. Die Kirchenburg befindet sich inmitten des Ortes zwischen der Herrnstraße und der Hauptstraße.

## Lage
Die Kirchenburg befindet sich inmitten des Marktstefter Ortskerns. Im Norden der Anlage führt die Herrnstraße vorbei, im Osten schließt sich geschlossene Bebauung an. Die Südseite der Kirchenburg ist ebenfalls bebaut, weiter südlich verläuft die Keerlstraße. Die Hauptstraße befindet sich im Westen, weiter westlich fließt der Main am Dorf und der Kirchenburg vorbei.

## Geschichte
Die Kirchenburg wurde wahrscheinlich bereits im 12. Jahrhundert errichtet. Die Fundamente des Stadtmusikantenturms reichen bis in diese Zeit zurück. Um das Jahr 1337 wurde die Stephanskirche inmitten der Kirchenburg zur Pfarrkirche erhoben. Zu diesem Zeitpunkt lag der Friedhof  des Ortes in der Kirchenburg. Erst im 16. Jahrhundert wurde er aufgelöst und an den Ortsrand verlegt.
Zur gleichen Zeit waren das Rathaus, das Pfarrhaus und die Dorfschule um die Kirchenburg angeordnet. Die Kirchhäuser im Inneren waren Lagerräume im Besitz der Dorfbewohner. Kam es zum Kriegsfall, zog sich die Bevölkerung in die Kirchenburg zurück. Im 19. Jahrhundert verlor die Kirchenburg die Schutzfunktion. Nach einem Brand im Jahr 1873 schufen die Bewohner einen zweiten Zugang zu der Anlage. 1933 nahm man eine erste Renovierung vor. Die Kirchenburg ist als Baudenkmal eingeordnet.

## Beschreibung
Die Kirchenburg umgibt die Kirche auf drei Seiten. Im Osten haben sich Mauerreste erhalten, im Süden verläuft die Ummauerung weiter. Im Westen befinden sich an der Innenmauer die ehemalige Lehrerwohnung und das alte Rathaus. Westlich erhebt sich der Stadtmusikantenturm, der heute den repräsentativsten Teil der Burg darstellt.

### Stephanskirche
Den Mittelpunkt der Kirchenburg bildet die Stephanskirche. Sie ist seit dem 14. Jahrhundert Pfarrkirche der Gemeinde Marktsteft. Im 16. Jahrhundert, nach 1527, führten die Markgrafen von Ansbach als Dorfherren die Reformation ein. Im Jahr 1608 errichtete man den noch vorhandenen Glockenturm. Langhaus und Chor entstanden 1623 bis 1625 während des Dreißigjährigen Krieges.
Die Kirche wurde als Saalbau errichtet und schließt im Osten mit einem polygonalen Chor ab. Der Turm besitzt einen Spitzhelm und überragt die Kirchenburg. Er wurde früher auch als Aussichtsturm verwendet. Innen wurde die Kirche im 18. Jahrhundert im sogenannten Markgrafenstil gestaltet. Oberhalb des mächtigen Altars befindet sich die Orgel, ursprünglich stand davor der Taufstein aus dem 17. Jahrhundert.

### Stadtmusikantenturm
Der sogenannte Stadtmusikantenturm ist der Eingang zur Kirchenburg. Im Kern geht er auf das 12. bzw. 13. Jahrhundert zurück. Aus dem Mittelalter hat sich das Untergeschoss des Turmes erhalten. Man erkennt Schürfrillen in der Nähe des rundbogigen Portals. Im Jahr 1726 wurden die beiden Obergeschosse abgebrochen und neu errichtet. Auftraggeber war der Hofkammerrat Johann Jakob Keerl (1674–1751), der aus Marktsteft stammte.
Anschließend zog der Ortsmusiker in den Turm ein, dadurch erhielt der Turm seinen Namen. Im Jahr 1765 wurde dem Turm das charakteristische Pyramidendach mit Laterne aufgesetzt. Später wurden einige Räumlichkeiten des Turmes in ein Gefängnis umgewandelt, wo Säufer und Randalierer kurze Zeit eingesperrt wurden. Aus dieser Zeit, 1841 bis 1918, sind Ritzzeichnungen mit verschiedenen Inschriften erhalten. Die Gefangenen hinterließen teilweise obszöne Sprüche, um sich in ihrer misslichen Lage Luft zu machen:
| Inschrift | Anmerkung |
| „Ich bin drei Stunden hier gewesen“ | |
| „P. Saueracker ist 5 Stunden von 11 Uhr bis 4 Uhr hier gewesen“                                                                                        | Paul Saueracker war insgesamt achtmal im Turm eingesperrt.                                                                                     |
| „Steft bleibt Steft“ | |
| „Hier ist das Marktstefter Land, ist den Marktsteftern wohl bekannt, wer aber nicht nach Marktsteft kommt, der ist alz ein krummer Hund“               | |
| „Am 19. Juli vier Soldaten hier eingesperrt… du trauriger Arrest“                                                                                      | Die Soldaten waren während des Deutschen Krieges 1866 hier eingesperrt.                                                                        |
| „Jourdin Florent Prisonnier de guerre Würzburg Enfermé pour refus de travailler le 8 Octobre 1918 9 heures du matin“                                   | Der Franzose Jourdin Florent, Kriegsgefangener aus Würzburg, war eingeschlossen wegen Arbeitsverweigerung am 8. Oktober 1918 um 9 Uhr morgens. |
| „Diese Hünder in diesem Rathaus solln die Kränk kriegen“                                                                                               | |
| „Mein lieber Herr Stadtschreiber ich wünsch ihnen einen Wagen und 18 Weiber und 20 Mädchen eines mit 16 Jahren dann können sie reiten und auch fahren“ | |
| „Hier ist das große Scheißgericht“ | |
| „Bruder Liederlich, warum saufst du dich so voll. Aber mein Gott warum schmeckts mir so wohl…“                                                         | |
| „Das ziegerrauken schmeckt krat so kut als wenn man seine Kreft mit Jungfern vertut“                                                                   | ziegerrauken = Zigarrenrauchen |
| „Scheißen und lieben macht Schmerz, das Scheißen machts Arschloch wund, und das Lieben das Herz“                                                       | |
| „Den Hexen kann man nicht schaden, sonst müst man die Fotz und Schlieze braden“                                                                        | |
| „Wer dies gelesen hat ist auch schon da gewesen“ | |

Bereits 1625 wurden Teile der Befestigung Verwaltungssitz der Gemeinde, als man das Rathaus in das Pfarrhaus innerhalb der Befestigung verlegte. Im 20. Jahrhundert erhielt der dreigeschossige Turm erneut einen anderen Zweck. Man wandelte ihn, gemeinsam mit einem Nebengebäude, in das Rathaus der Stadt Marktsteft um. Im Turm ist heute das Standesamt untergebracht, der Arrestraum ist Teil eines Museums.

### Gaden und Bebauung
Rechts vom Stadtmusikantenturm schließen sich das ehemalige Pfarrhaus, heute Teil des Rathauses, ein altes Kelterhaus und das Schulhaus an. Wenige Gaden haben sich im Inneren der Anlage erhalten. Sie brannten im Jahr 1873 ab und wurden zunächst nicht mehr aufgebaut. Erst im Jahr 1933 erneuerte man die Kirchgaden im Südosten der Kirchenburg. Nach dem Brand wurde auch ein zweiter Zugang zum Gelände geschaffen. 1959 wurde ein Gemeindehaus als Neubau innerhalb der Kirchenburg errichtet.